# Dzieci Warszawy (powieść)
Dzieci Warszawy – powieść Marii Zarębińskiej-Broniewskiej wydawana przez oficyną wydawniczą Nasza Księgarnia w latach 1958–1973. Za czasów PRL była lekturą obowiązkową w szkołach podstawowych.

## Historia i treść
Powieść początkowo ukazywała się w odcinkach w czasopiśmie Przyjaciel, drukiem wydano ją po raz pierwszy w roku 1958. Z powodu choroby autorka nie dokończyła powieści, stąd nie ma ona zakończenia. Autorka czerpała z rzeczywistych wydarzeń.
Powieść przedstawia losy dziesięcioletniego chłopca Bronka, który ukrywał Szymka, dziecko żydowskie. Do swej działalności wciągnął siostrę i jej przyjaciółkę. Aby zdobyć pieniądze, Bronek rozpoczął pracę: śpiewał w środkach komunikacji publicznej piosenki antyniemieckie, narażając siebie i swoje otoczenie.